# Хамраев, Эсет
Эсет Хамраевич Хамраев (туркм. Äsät Hamraýewiç Hamraýew; род. 1935, Дейнауский район) — советский туркменский пекарь, Герой Социалистического Труда (1981).

## Биография
Родился в 1935 году в одном из аулов Дейнаусского района Туркменской ССР (ныне — Дяневский этрап Лебапского велаята Туркменистана). Отец был чабаном, организатором колхоза в районе, мать потерял рано.
Начал трудовую деятельность в 1949 году в колхозе. С 1956 года — пекарь, с 1973 года — пекарь-мастер цеха национальных изделий Ашхабадского производственного объединения хлебобулочных изделий.
Эсет Хамраев проявил себя на работе опытным пекарем, сочетающим национальные традиции с современными хлебопекарными методами. Пекарь предложил руководству хлебокомбината создать новый цех по производству национального хлебного изделия — чуреков. При получении пробной партии чуреков (в течение недели Хамраев сам готовил хлеб), руководство одобрило создание цеха. Мастер хлебобулочных изделий обучил две бригады (34 человека), набрав коллектив для цеха. Хамраев достигал высокие результате в производстве продукции на протяжении восьмой и девятой пятилеток, стал организатором социалистического соревнования в комбинате, а сам стал соревноваться с таджикским пекарем объединения «Душанбехлеб» Илич Нуровой, по итогам 1981 года победив ее по всем результатам в два раза. Однако особых успехов достиг пекарь в период десятой пятилетки, закончив с коллективом своей бригады пятилетку на год раньше; бригада выпекла 1200 тонн чуреков сверх плана, сэкономила 30 тонн муки, снизила себестоимость тонны продукции с 345 до 302 рублей. При выполнении плана коллектив цеха столкнулся с рядом трудностей: потери муки, при смене тары, нехватка или переизбыток соли, при приготовлении теста другими рабочими. Хамраев вместе с передовиками цеха создали технологию, включавшую в себе бестарный прием муки, замену соли её раствором, установку новой печи и создание новой бригады для пересменки. Продукция цеха пользовалась большой популярностью у населения и отличалась своими вкусовыми и гастрономическими качествами.
Несмотря на все это, Эсет Хамраев сталкивался еще со многими трудностями, такими как задержки автоколонны, дорогая стоимость дрожжей и нехватка чуреков для населения. Пекарь сподвиг Министерство пищевой промышленности Туркмении на строительство нового цеха национальных изделий и завода по производству дрожжей (завод построен не был).
Указом Президиума Верховного Совета СССР от 17 марта 1981 года за выдающиеся производственные достижения, досрочное выполнение заданий десятой пятилетки и социалистических обязательств, проявленную трудовую доблесть Хамраеву Эсету присвоено звание Героя Социалистического Труда с вручением ордена Ленина и золотой медали «Серп и Молот».
Награжден двумя Почетными грамотами Президиума Верховного Совета Туркменской ССР.
Активно участвовал в общественной жизни Туркмении. Депутат Верховного Совета Туркменской ССР 10-го созыва. Член Туркменского совета профессиональных союзов и Совета старейшин Верховного Совета Туркмении.